# Torre Intesa Sanpaolo
El Grattacielo Intesa Sanpaolo (en español, Rascacielos Intesa Sanpaolo) es un rascacielos situado en el barrio Cit Turin de Turín, Italia, que contiene la sede del banco Intesa Sanpaolo. Es el edificio más alto de Turín tras el Grattacielo della Regione Piemonte y la Mole Antonelliana.

## El proyecto

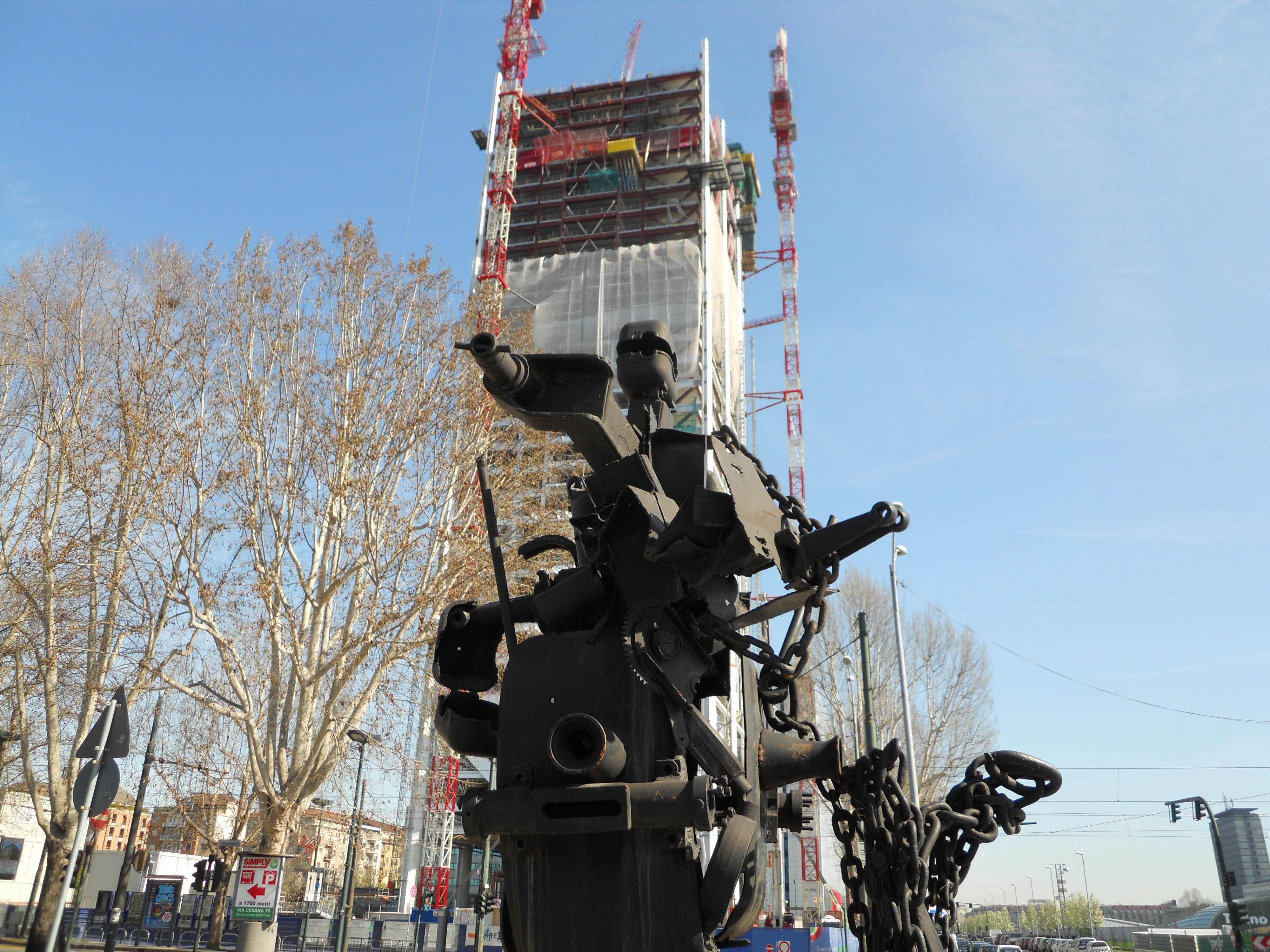
El Grattacielo San Paolo en construcción (2013).

### Presentación
El proyecto surgió por voluntad de Enrico Salza, antiguo Presidente del Consejo de Administración del grupo bancario turinés Sanpaolo IMI antes de que se fusionara con el milanés Banca Intesa. El proyecto se presentó al Ayuntamiento de Turín en noviembre de 2007.
Tras divergencias internas del Ayuntamiento relativas a la altura del edificio y su cercanía al centro histórico de la ciudad, se modificó el proyecto, disminuyendo la altura de 200 a 167,25 m: 25 centímetros menos que la construcción más alta de la ciudad y símbolo de ella, la Mole Antonelliana.

### Impacto

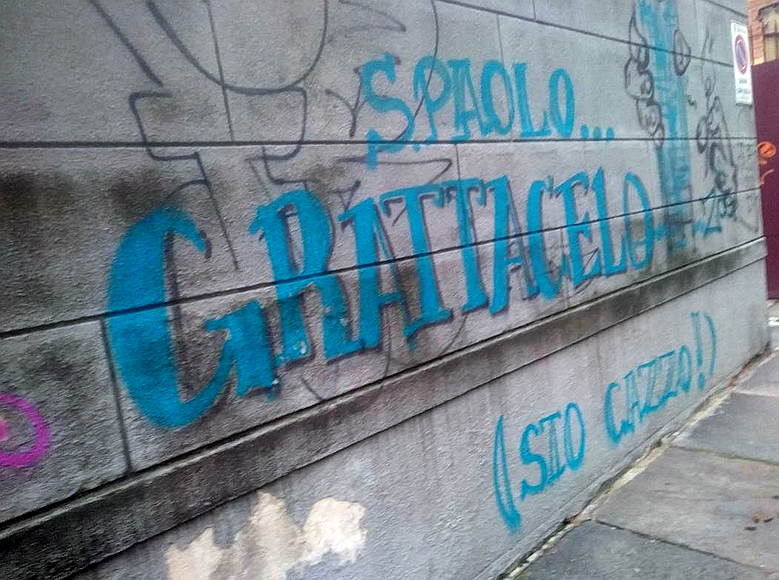
Grafiti contra el rascacielos

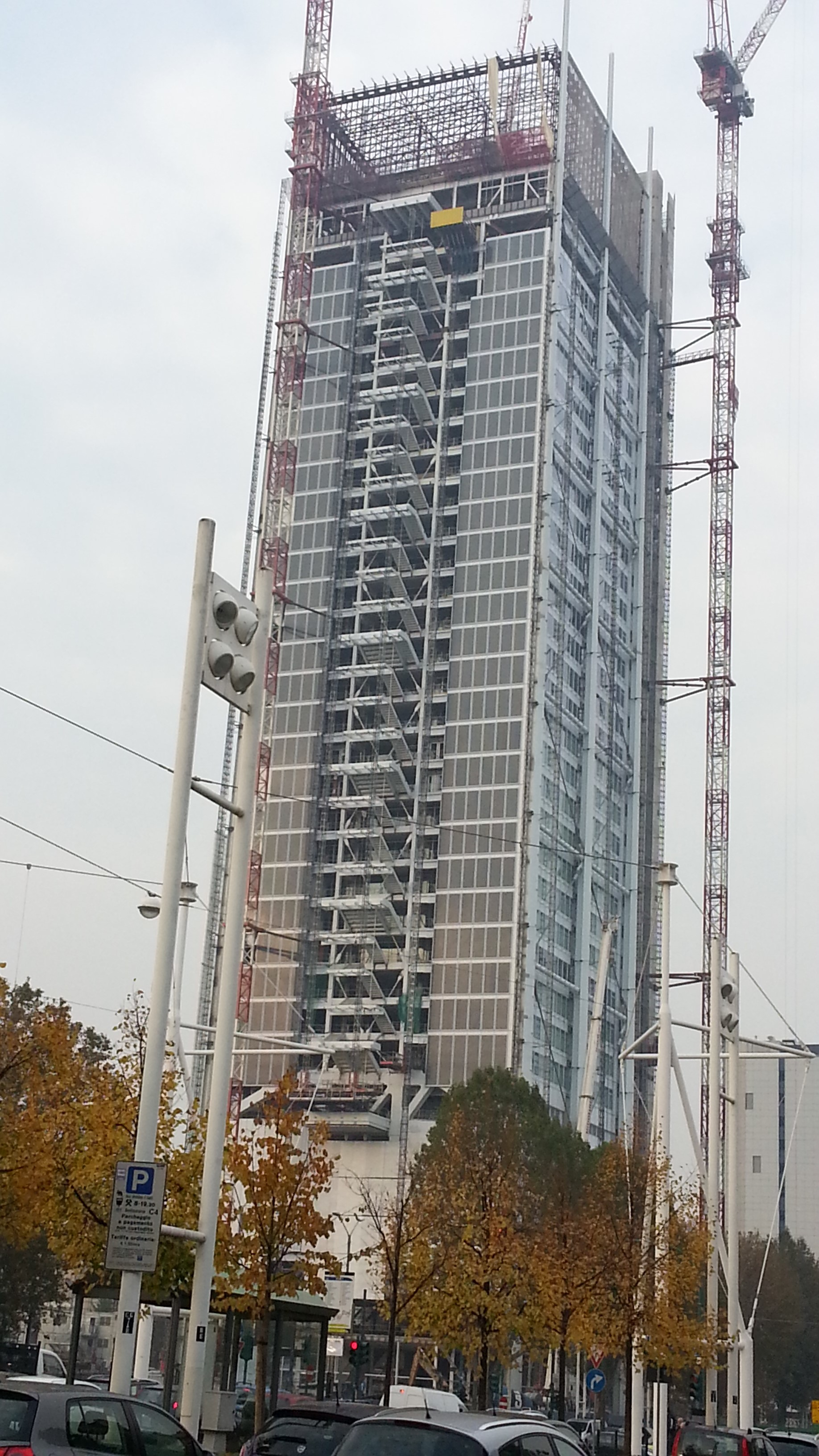
El Grattacielo San Paolo en construcción (diciembre de 2013).

El proyecto, debido a que ha modificado inevitablemente el skyline de la ciudad, generó muchas polémicas y protestas y ha sido uno de los asuntos que ha dividido durante mucho tiempo la ciudad: se crearon asociaciones como "No Grat," con el lema Non grattiamo il cielo di Torino ("No rascamos el cielo de Turín"), y casi se llegó al referéndum popular.
Las dimensiones de la parcela son de aproximadamente 160 × 45 m y está delimitada por Corso Inghilterra, Corso Vittorio Emanuele II, Via Cavalli y el parque público Nicola Grosa.
Debía de haber tenido un edificio gemelo, el Grattacielo FS del complejo de la nueva estación de Porta Susa, al otro lado del Corso Inghilterra, pero su construcción ha sido aplazada varias veces.

## Construcción

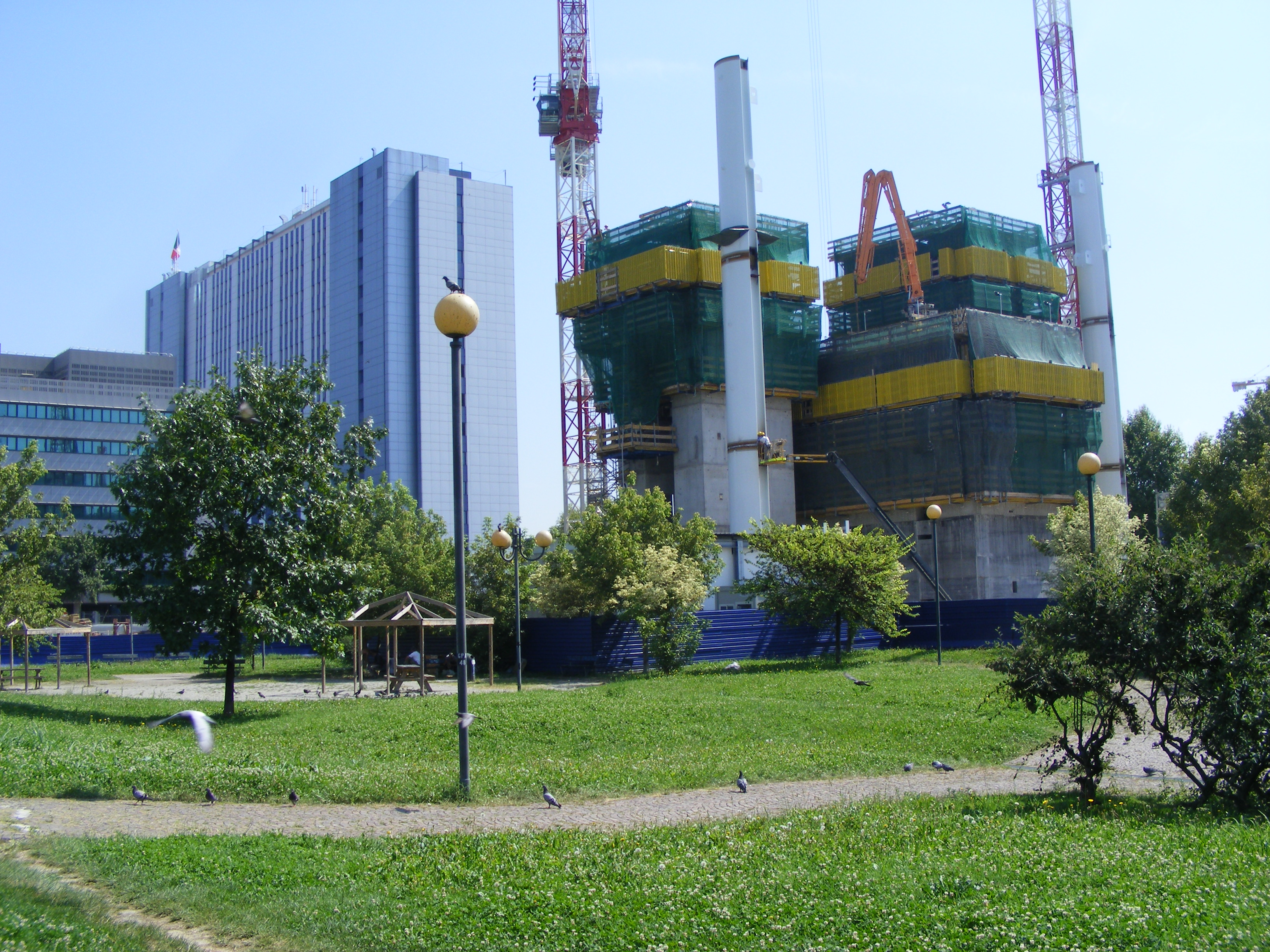
Estado de las obras en agosto de 2011.

Tras algunos estudios geológicos realizados en 2007, las obras empezaron el 12 de diciembre de 2008. La primera fase del proyecto, concluida el 6 de junio de 2011, preveía la construcción de los cimientos del edificio y las seis plantas subterráneas con la técnica top-down.
La segunda fase de las obras, es decir, la construcción del rascacielos, empezó en verano de 2011. En febrero de 2012 se colocó la base (el techo del auditorio) y la primera planta de oficinas; un mes después el edificio superó la altura del Palazzo della Provincia.
En febrero de 2013 comenzaron las obras de revestimiento externo del rascacielos, con la construcción de las paredes y las fachadas de vidrio del edificio, que será el lugar de trabajo de más de dos mil empleados del banco.
En marzo de 2013 trabajaban en la construcción unas doscientos personas, de los cuales unos 140 obreros, 90 extranjeros y 50 italianos. El proyecto inicial preveía un presupuesto de 235 millones de euros y debía de ser inaugurado en 2011, pero los costes aumentaron y superaron los 300 millones de euros.
En mayo de 2013 la estructura alcanzó su altura máxima con la culminación de los seis elementos portantes verticales de color blanco (las llamadas megacolumnas) que recorren toda la altura del edificio desde la base y se estrechan según se asciende (debido a que disminuye progresivamente la carga que debe sostener).
A mediados de diciembre de 2014 empezaron los traslados de trabajadores y directivos del banco a su nueva sede, ya casi completa.
La inauguración oficial se realizó el 10 de abril de 2015.